# Refuge de ski San Antonio
Pour les articles homonymes, voir San Antonio (homonymie).
 (juin 2020).
Le refuge de ski San Antonio, en anglais San Antonio Ski Hut, est un refuge de montagne américain dans le comté de San Bernardino, en Californie. Situé à environ 2 530 mètres d'altitude dans les monts San Gabriel, il est protégé au sein du San Gabriel Mountains National Monument. Construit en 1936, il est géré par le Sierra Club.